# 克里斯蒂安斯费尔德
克里斯蒂安斯费尔德（丹麥語：Christiansfeld）是南丹麦大区日德兰半岛科靈市鎮的一處小镇，2020年初公布的数据显示共有3016人。小镇于1773年由摩拉维亚弟兄会建立，以丹麦国王克里斯蒂安七世命名。
作為規劃城市的重要發展，克里斯蒂安斯费尔德擁有著凝聚力的城鎮景觀，也是當地最知名的旅遊景點，2015年，克里斯蒂安斯费尔德入选世界遗产，遗产项目全名“克里斯丁菲尔德，摩拉维亚居留区”。

## 历史
克里斯蒂安斯费尔德基本是在1773至1800年间遵循严格的城市规划建成。为推动建设，克里斯蒂安七世国王承诺新城免税十年，并承担一成的新房建设成本。石勒苏益格公国有许多城镇正式指定为集镇，克里斯蒂安斯费尔德便是其一。
丹麦在第二次石勒苏益格战争中落败，被迫在1864年将克里斯蒂安斯费尔德与石勒苏益格公国其他地区割让给普魯士，此后长期属德国领土。1920年，经《凡尔赛条约》推动，石勒苏益格举行全民公决，北石勒苏益格的表决结果是回归丹麦。此次回归导致摩拉维亚弟兄会丧失部分18世纪成立时取得的权利，如自行挑选领导人等，为1920年首位非摩拉维亚弟兄会成员市长当选铺平道路。由于会众人数下降，教会此时还将学校转让。

## 现今
克里斯蒂安斯费尔德如今是丹麦重要的旅游景点，每年都有成千上万的游客慕名前来，参观摩拉维亚弟兄会教堂轻灵简洁、令人叹为观止的大堂。1993年9月1日，克里斯蒂安斯费尔德列入联合国教育、科学及文化组织世界遗产预备名单，后于2015年7月4日入选《世界遗产名录》，正式名称为“克里斯丁菲尔德，摩拉维亚居留区”。

## 圖片

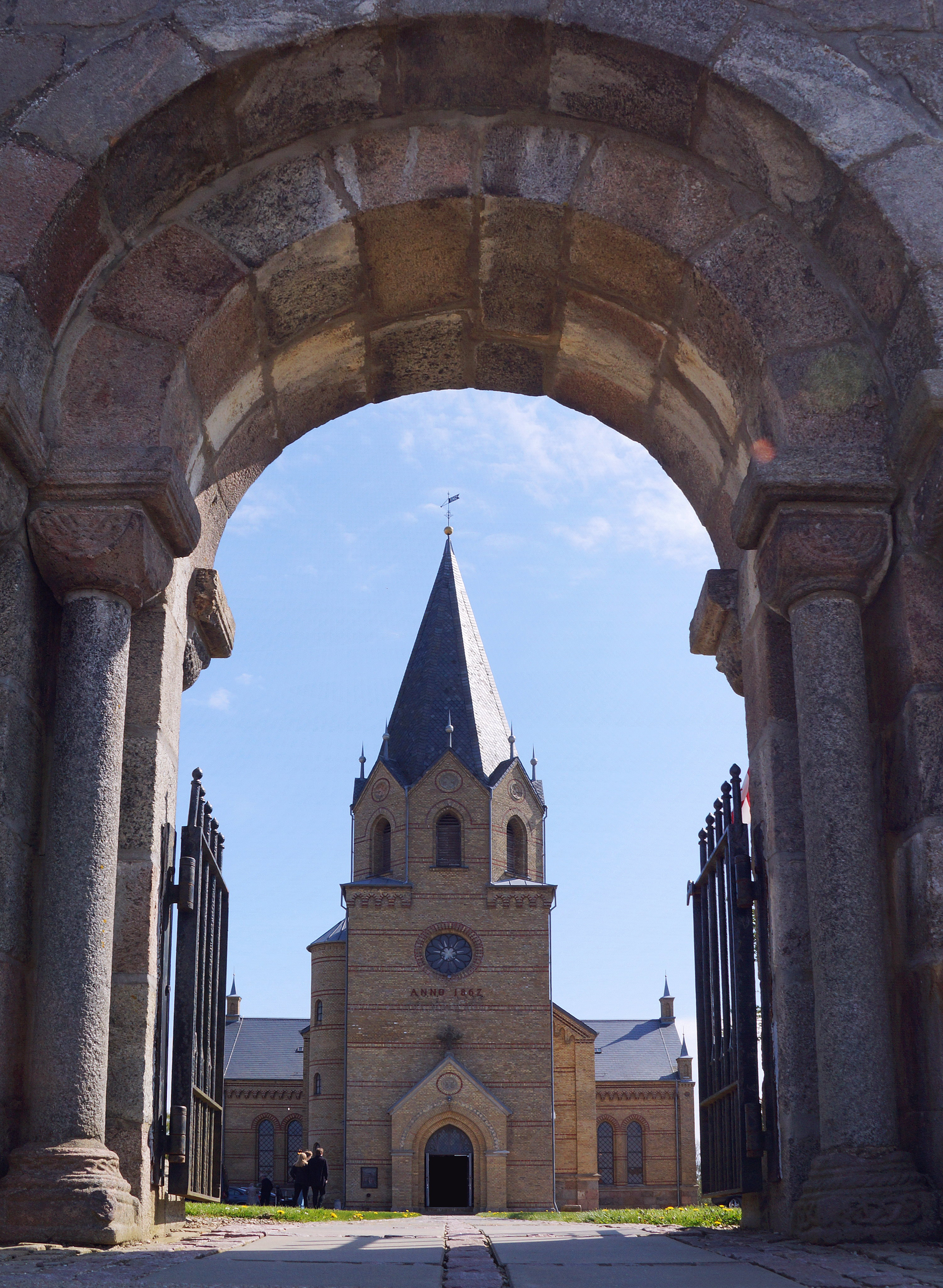
提斯楚普教堂
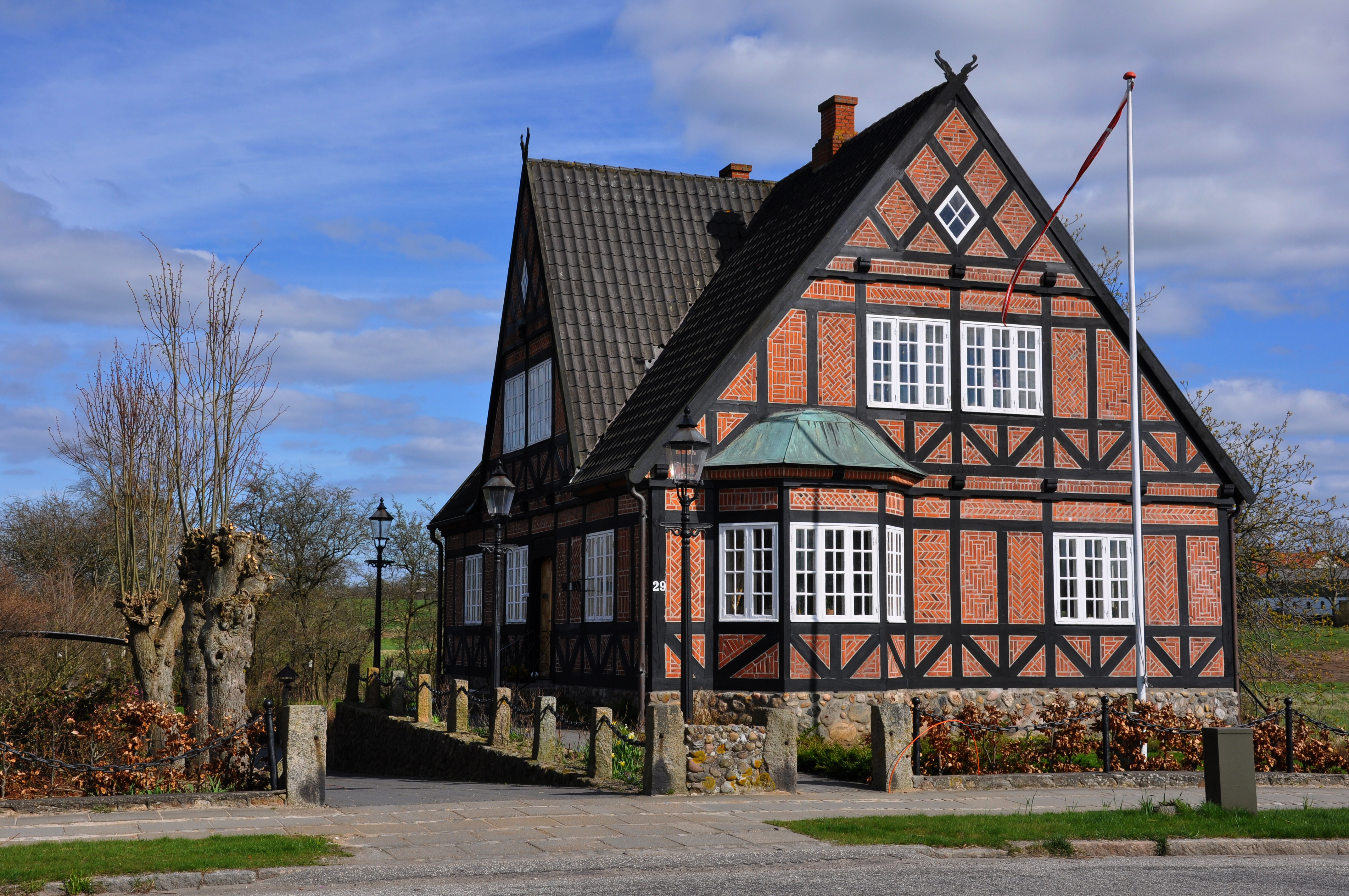
克里斯蒂安斯费尔德當地建築物
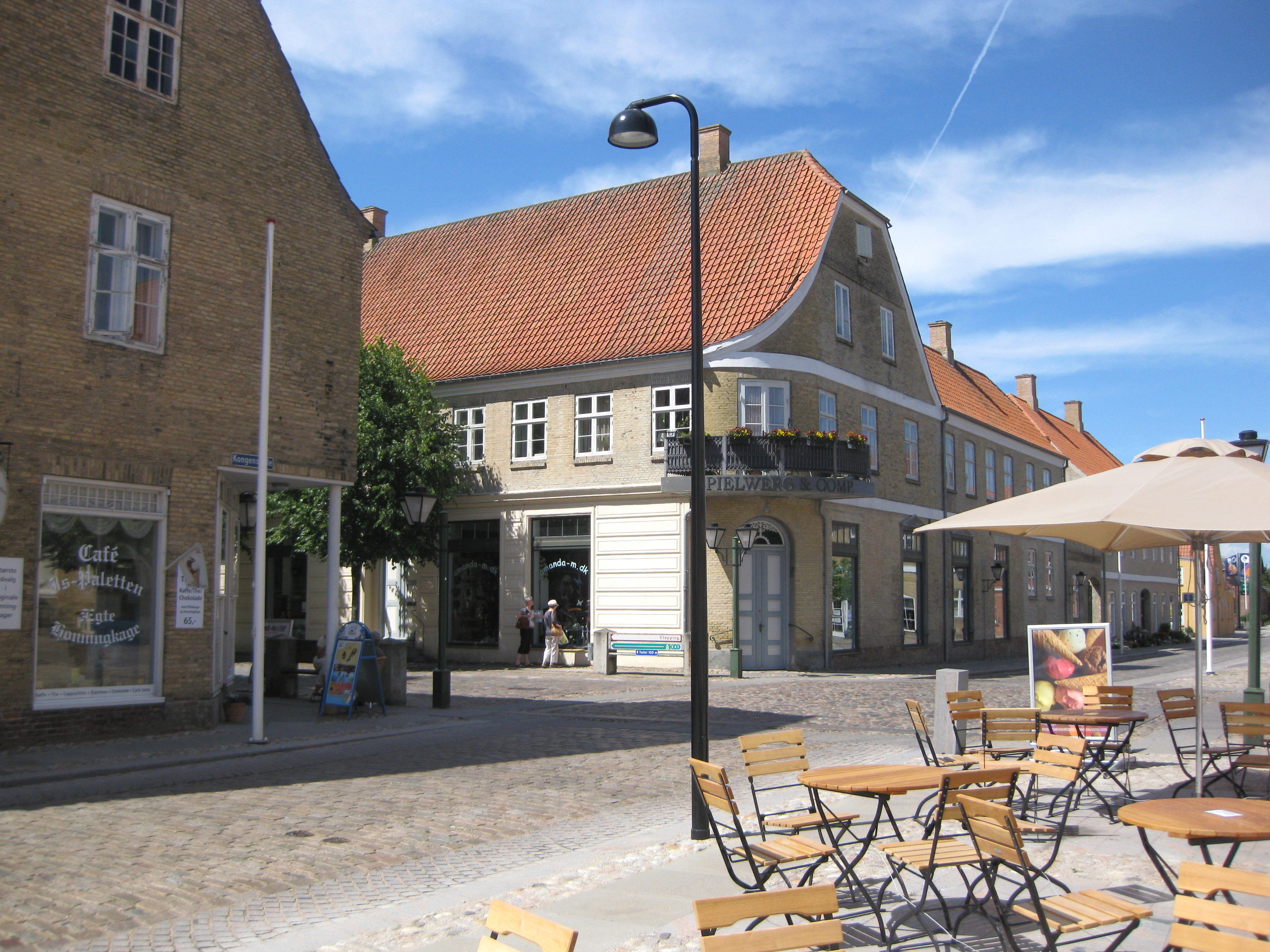
前 斯皮爾沃格（Spielwerg） 貿易公司